# Reforma judicial israelense de 2023
A reforma judicial em Israel de 2023 é um conjunto de propostas legislativas apresentadas por Yariv Levin, vice-primeiro-ministro e ministro da Justiça [es], com o apoio do primeiro-ministro Benjamin Netanyahu. O objetivo central da reforma é promover mudanças estruturais no sistema jurídico israelense. Entre as propostas estão a implementação de uma cláusula de prevalência [en] (override clause), a regulamentação do poder de anulação de leis pelo Supremo Tribunal, a eliminação do princípio da razoabilidade, a redefinição do papel dos conselheiros jurídicos como assessores não vinculativos, e a reestruturação do comitê de seleção de juízes, ampliando a influência do Knesset (parlamento israelense) na nomeação dos magistrados.
A proposta foi oficialmente apresentada em 4 de janeiro de 2023, apenas seis dias após a posse do 37º governo israelense. Desde então, gerou intenso debate público, mobilizando setores que apoiam e se opõem à reforma, com protestos em massa ocorrendo em diversas partes do país.

## História
Em abril de 2005, Yariv Levin, que à época ocupava a vice-presidência da Ordem dos Advogados de Israel, criticou a atuação do Judiciário israelense, alegando que o sistema sofria com hipocrisia institucional e conflitos de interesse.
Levin foi eleito para o Knesset pela primeira vez nas eleições parlamentares de fevereiro de 2009, como representante do partido Likud. Em seu discurso de posse, proferido em 9 de março de 2009, Levin já manifestava críticas contundentes ao Poder Judiciário:

"É preciso realizar uma verdadeira revolução no sistema judicial! Nem tudo é justificável, e juízes que adotam posições extremadas, em contradição com valores básicos compartilhados pela maioria da população, não estão aptos a decidir sobre temas que envolvem políticas públicas e visões de mundo." — Discurso de posse de Yariv Levin [ligação inativa], no site de MK Yariv Levin, 9 de março de 2009.
Em 2011, Levin apresentou uma proposta legislativa para modificar a composição do Comitê de Seleção de Juízes. Dois anos depois, em 2013, ele, juntamente com a deputada Ayelet Shaked [es], apresentou um conjunto de projetos de lei com o intuito de limitar os poderes do Supremo Tribunal de Israel. Entre as propostas estavam: permitir que o Knesset re-promulgasse leis invalidadas pelo Supremo, conceder ao parlamento o poder de eleger o presidente da Suprema Corte, e alterar a composição do comitê judicial.
Em uma entrevista concedida em 2019, Levin apresentou sua doutrina jurídica e detalhou os principais pontos da reforma que pretendia implementar caso obtivesse condições políticas favoráveis.
Em 2021, durante as negociações para a formação de um novo governo, os acordos de coalizão incluíram a criação de uma comissão liderada pelo então ministro da Justiça Gideon Sa'ar [es], com o objetivo de elaborar um projeto de lei que delimitasse os poderes do Supremo Tribunal quanto à anulação de leis ou de partes delas. A proposta também previa estabelecer critérios para que o Knesset pudesse derrubar decisões do Supremo Tribunal, além de criar obstáculos para mudanças em Leis Fundamentais, que funcionam como a constituição informal de Israel.

## Pontos principais do programa
Após tomar posse como ministro da Justiça no 37º governo de Israel [en], Yariv Levin apresentou um plano de reformas no sistema judiciário do país. Os principais pontos do programa são:

### Desqualificação de leis pelo Supremo Tribunal
1. Estabelecimento de uma cláusula de anulação.[12]
  - A Knesset poderá, mediante maioria simples de 61 de seus membros, reaprovar uma lei que tenha sido invalidada pelo Supremo Tribunal. A lei revalidada terá vigência por quatro anos ou até um ano após o início da próxima legislatura da Knesset, o que ocorrer por último.[2]
  - Será possível reaprovar uma lei aprovada em legislaturas anteriores, mesmo que tenha sido invalidada de forma unânime pelo Supremo Tribunal.
2. O Supremo Tribunal ficará impedido de deliberar sobre Leis Fundamentais.
3. A desqualificação de leis só poderá ser realizada pelo Supremo Tribunal, reunido em sua composição total de 15 juízes, e apenas se houver maioria mínima de 80%.
4. Limitação do tempo de julgamento no Supremo Tribunal ao tratar da constitucionalidade de uma lei.[13]

### Nomeação de juízes
1. Ampliação do Comitê de Seleção Judicial [en], de nove para onze membros, sendo sete deputados da coalizão, um deputado da oposição e três juízes. Dentre os juízes, dois serão indicados pelo presidente do Supremo Tribunal, com possibilidade de veto pelo ministro da Justiça.[12][14]

1. Fim das eleições secretas na Knesset para a escolha dos integrantes do Comitê. Em vez disso, os presidentes do Comitê da Knesset [he] e do Comitê de Constituição, Leis e Justiça [he] serão automaticamente representantes da coalizão, enquanto o presidente do Comitê de Fiscalização do Estado [he] será representante da oposição.
2. Alteração da exigência para nomeação de juízes do Supremo Tribunal: será suficiente maioria simples, e não mais sete dos nove membros do Comitê (para outros tribunais já era exigida maioria simples antes da reforma).
3. Realização de audiências públicas dos candidatos ao Supremo Tribunal no Comitê de Constituição, Leis e Justiça.
4. Abolição do critério de antiguidade:[15] o presidente do Supremo Tribunal não será obrigatoriamente o juiz mais antigo, mas será escolhido pelo Comitê de Seleção de Juízes, podendo até ser alguém que nunca atuou como juiz do Supremo Tribunal.
5. O presidente e o vice-presidente do Supremo Tribunal serão nomeados por um mandato de seis anos. Após esse período, ambos retornarão aos cargos de juízes do Supremo Tribunal.[12]

### Cancelamento da razoabilidade
Proposta de eliminar o uso do critério de razoabilidade previsto na legislação e nas normas administrativas, impedindo que decisões sejam anuladas com base nessa justificativa.

### Consultores jurídicos
A indicação do Procurador-Geral e dos assessores jurídicos dos ministérios passaria a ser competência do governo e dos respectivos ministros, e seus pareceres jurídicos não seriam vinculantes. O governo também teria a possibilidade de escolher representação jurídica independente nos tribunais.

## Processo legislativo

### Nomeação de juízes
Em 13 de fevereiro de 2023, dois projetos de lei foram apresentados à Knesset pelo Comitê de Constituição, Leis e Justiça: o Projeto de Lei Básica: O Judiciário (Emenda nº 3: Fortalecimento da Separação de Poderes) e o Projeto de Lei dos Tribunais (Emenda nº 105: Diretrizes sobre o Comitê de Seleção de Juízes, 2023). Ambos foram aprovados em primeira leitura em 20 de fevereiro de 2023.

### Lei Básica: O governo
Em 23 de fevereiro de 2023, o Comitê de Finanças da Knesset [he], presidido pelo deputado Moshe Gafni [en], aprovou o pedido do primeiro-ministro Benjamin Netanyahu para liberar recursos visando custear duas residências oficiais (em Jerusalém, na rua Gaza [en], e em Cesareia) até o final de 2026. Também foram aprovados pagamentos para despesas com vestuário, maquiagem e cabeleireiro, até 80.000 shekels por ano, além do custeio para quatro funcionárias de Sara Netanyahu e despesas de viagens dentro e fora de Israel. O financiamento teve como base uma alteração na Lei Básica: O Governo [he].

## Reações

### Profissionais do Direito
A presidente da Suprema Corte de Israel, Esther Hayut, manifestou-se contrária à reforma. O ex-presidente da Suprema Corte, Aharon Barak [es], comparou a proposta de Levin a "uma revolução conduzida por tanques".
A assessora jurídica do Governo de Israel, Gali Baharav-Miara [en], declarou que "mudanças drásticas de regime, especialmente sobre elementos centrais do caráter democrático do Estado, devem ser feitas de forma equilibrada, com procedimentos ordenados, mediante um processo de negociação aprofundado e consultas a todas as partes relevantes". Em carta enviada ao primeiro-ministro Benjamin Netanyahu, ela alertou que as iniciativas legislativas poderiam impactar seus processos judiciais e configurariam um conflito de interesses, sugerindo que Netanyahu deveria se abster de participar do processo. Em resposta, Netanyahu rejeitou publicamente essa posição.
A juíza da Suprema Corte Daphne Barak-Erez [en] determinou que o Estado de Israel respondesse a uma petição do Movimento pela Qualidade do Governo [en], segundo a qual o assessor jurídico deveria afastar Netanyahu do cargo devido ao conflito de interesses. Em reação, líderes da coalizão governista afirmaram que uma possível determinação da Suprema Corte nesse sentido seria ilegal e equivalente a "um golpe de Estado".
Ex-assessores jurídicos do governo e antigos procuradores-gerais [en] também manifestaram forte oposição à reforma, classificando-a em alguns casos como "um golpe contra o regime democrático".
O vice-presidente aposentado do Tribunal Distrital [en] de Tel Aviv, Oded Modrik [he], declarou apoio à maior parte do projeto de reforma, mas recomendou alterações e fez ressalvas a determinados pontos.
A advogada Dafna Holtz-Lechner enviou carta aos parlamentares do Knesset advertindo que o voto favorável à reforma poderia anular sua imunidade parlamentar. Em resposta, o Movimento pela Governabilidade e pela Democracia [he], fundado em 2013 por  Simcha Rothman, apresentou uma reclamação ao Comitê Nacional de Ética da Ordem dos Advogados de Israel [es], acusando Holtz-Lechner de ameaçar e enganar os membros do Knesset.
Yitzhak Zamir [en], ex-reitor da Faculdade de Direito da Universidade Hebraica de Jerusalém (1975–1978), ex-procurador-geral (1978–1986) e ex-juiz da Suprema Corte (1994–2001), publicou em 26 de fevereiro de 2023, no jornal Haaretz, que Israel não possui uma constituição devido à relutância do sistema político em promovê-la. Segundo Zamir, isso ocorre por três razões principais: 1) uma constituição restringiria os poderes do governo; 2) exigiria igualdade perante a lei, o que não interessa aos detentores do poder; e 3) a sociedade israelense não pressiona suficientemente pela constituição. Zamir também destacou a sobrecarga da Suprema Corte: enquanto na Europa há cerca de 22 juízes por 100 mil habitantes, em Israel são apenas nove. A Suprema Corte de Israel julga mais de 3.000 casos por ano, muito acima do registrado nas supremas cortes do Reino Unido e dos Estados Unidos, que proferem menos de 100 decisões anualmente.
Em 12 de agosto de 2025, o motorista do ministro Levin substituiu a fechadura da porta do gabinete do ministro em Tel Aviv, utilizado também pela conselheira jurídica Baharav-Miara como local de trabalho, o que a impossibilitou de entrar no local. Em reação, indivíduos não identificados bloquearam a vaga de estacionamento de Levin e colocaram uma placa informando que a chave estava em posse do motorista do ministro.

### Economistas
Ex-diretores do Banco de Israel, Jacob A. Frenkel [en] e Karnit Flug advertiram que a reforma poderia levar à redução da classificação de crédito do país, a exemplo do que ocorreu na Polônia, Turquia e Hungria após reformas similares. Em 22 de fevereiro de 2023, Frenkel afirmou à News 12, de Nova Iorque, que “decisões irresponsáveis podem comprometer de imediato nossa situação econômica”, referindo-se também à desvalorização do shekel. Ele ressaltou que o sistema de alta tecnologia (“high-tech”) é um dos ativos mais valiosos de Israel, e que o enfraquecimento do sistema democrático põe em risco não só o capital financeiro, mas também o capital humano e o conhecimento do país.
O principal analista responsável pela nota de Israel na S&P Global Ratings considerou que a combinação entre a reforma judicial e a intensificação do conflito israelense-palestino poderia ser prejudicial à classificação do país. O banco JPMorgan Chase também publicou relatório expressando preocupação com o potencial impacto negativo sobre o crescimento econômico e o aumento dos custos dos empréstimos para Israel.

### Protestos populares

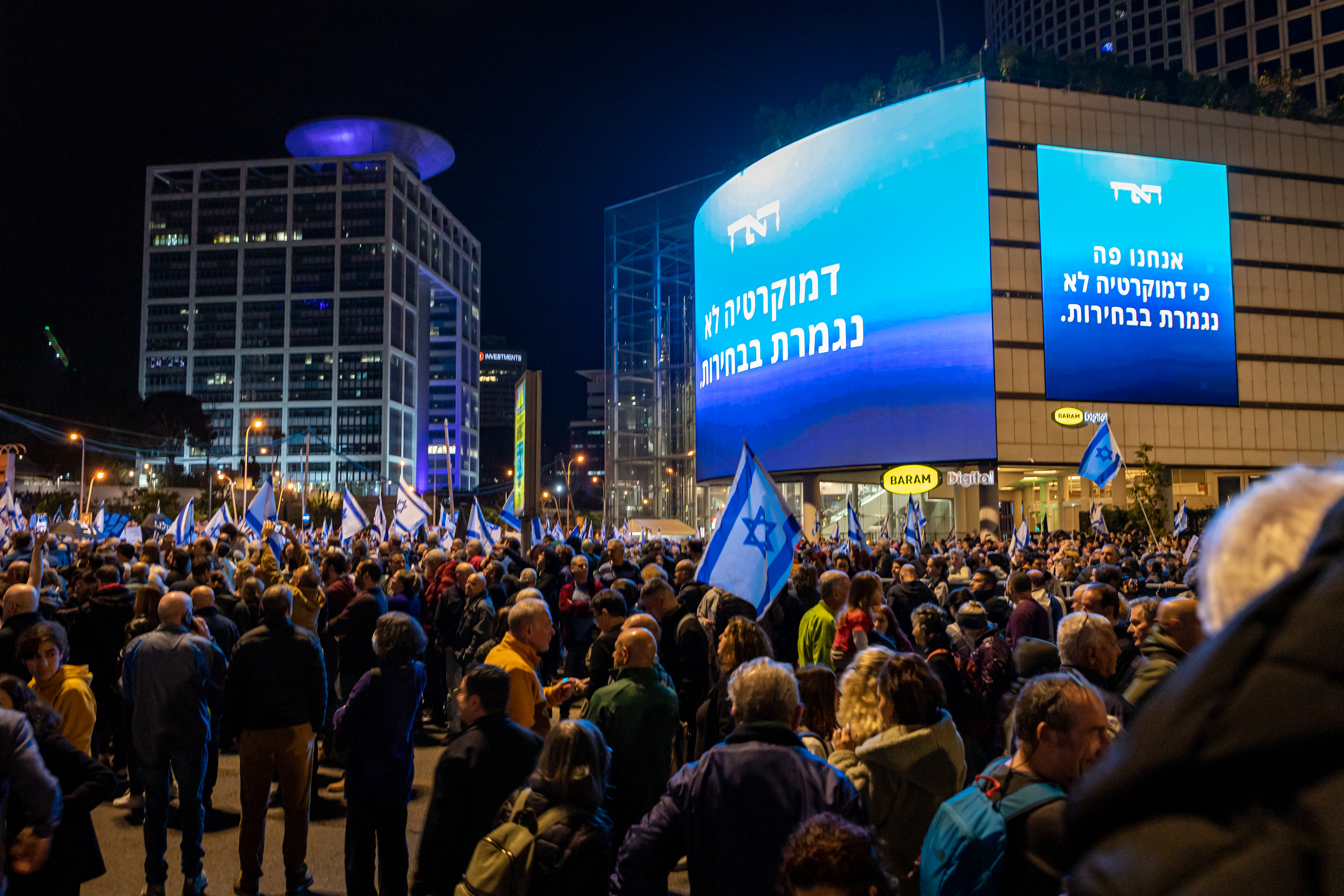
Manifestantes contra a reforma judicial em Tel Aviv, 21 de janeiro de 2023

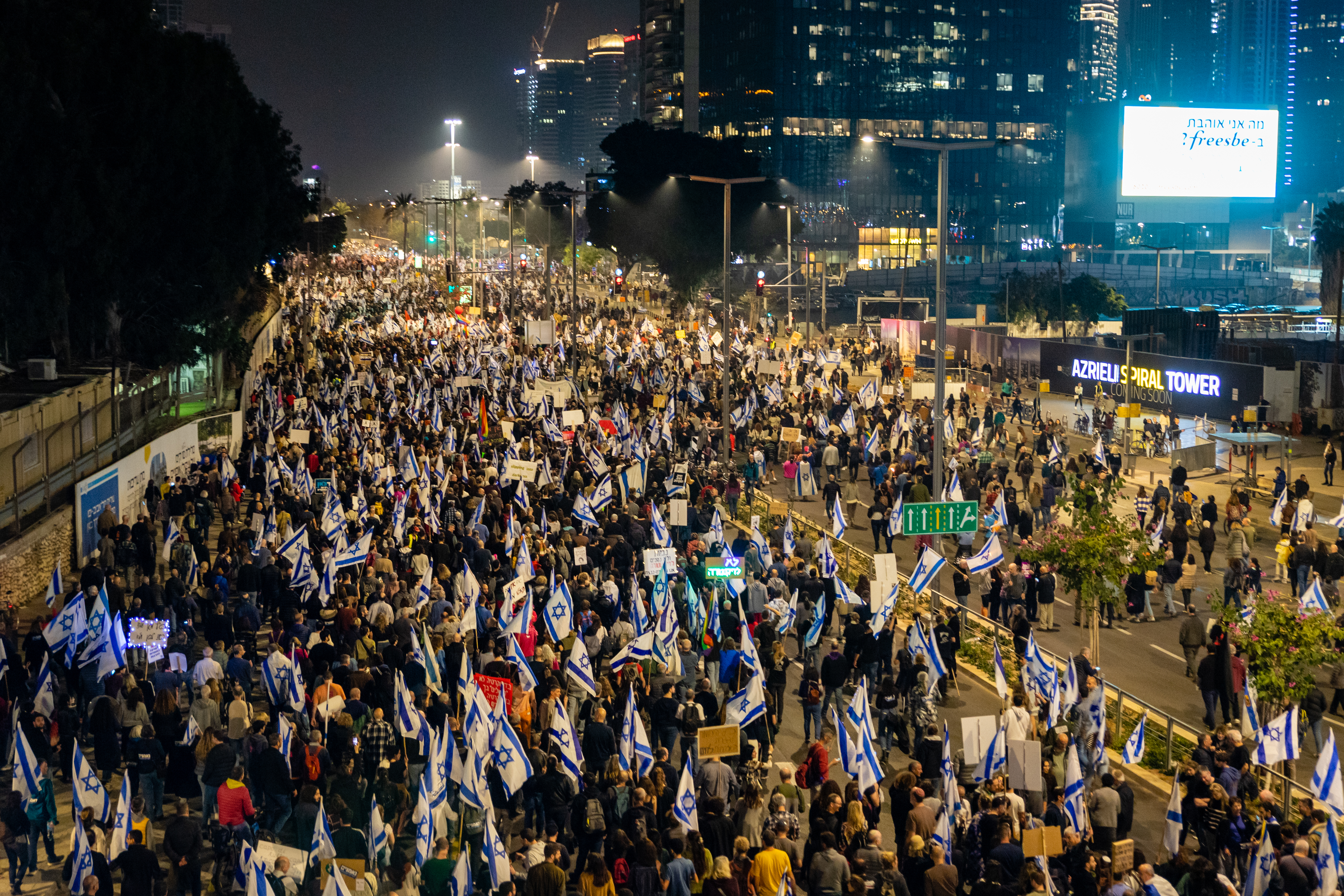
Manifestantes contra a reforma judicial em Tel Aviv, 28 de janeiro de 2023

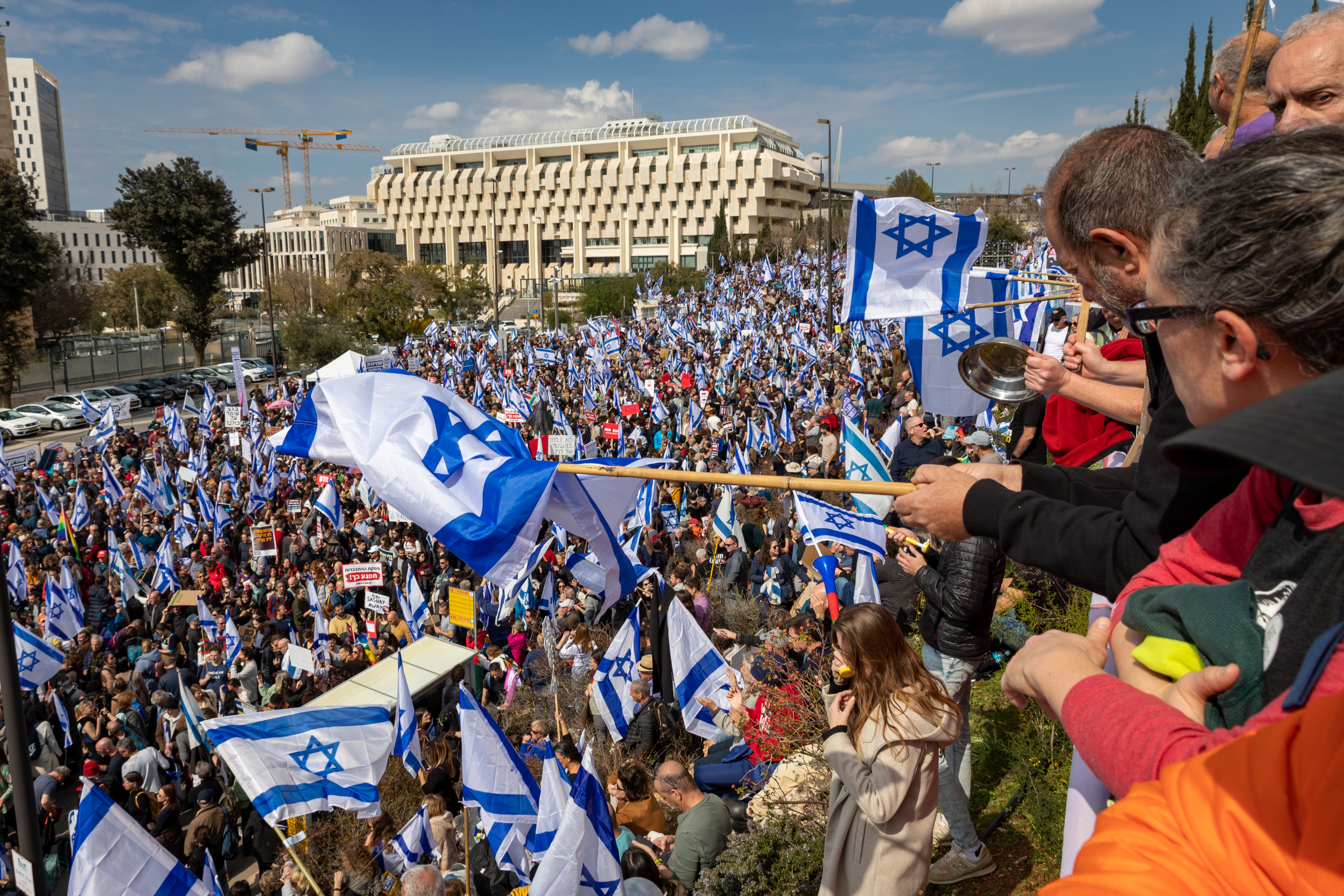
Manifestantes contra a reforma judicial em Jerusalém, 13 de fevereiro de 2023

Em 7 de janeiro de 2023, milhares de pessoas participaram de manifestação em Tel Aviv contra a reforma judicial. Em 14 de janeiro, cerca de 80 mil manifestantes se reuniram em Tel Aviv, acompanhado por protestos em Jerusalém, Haifa e outras cidades. Em 21 de janeiro, mais de 150 mil pessoas participaram de novas manifestações, nas quais profissionais do setor de alta tecnologia anunciaram planos de retirar recursos de empresas mantidas em bancos israelenses.
Em 8 de fevereiro, centenas de reservistas das Forças Armadas iniciaram uma marcha de 50 km de  Latrun até a Suprema Corte em Jerusalém, intitulada "Irmãos de Armas".
Em 13 de fevereiro, dezenas de milhares de manifestantes cercaram o Knesset, com algumas mulheres vestidas como personagens da série "The Handmaid's Tale". Durante sessão do Comitê de Constituição, Lei e Justiça, o presidente Simcha Rothman expulsou o parlamentar Naor Shiri [en], que teria interrompido a discussão. Outros parlamentares do partido Yesh Atid protestaram contra o presidente do comitê e também foram retirados.
Em 20 de fevereiro, cerca de 20 mil manifestantes protestaram nas proximidades do Knesset. As bolsas de parlamentares da oposição foram revistadas por determinação do presidente do parlamento [es], Amir Ohana [es] (Likud), com receio de provocações. Parlamentares da oposição envolveram-se com bandeiras de Israel em desacordo com o estatuto do Knesset e foram removidos do plenário. Ao apresentar o projeto, Rothman acompanhou a retirada forçada de manifestantes das galerias. O texto foi aprovado em primeira votação, com 63 votos a favor da coalizão e 47 contra, da oposição.
Em 24 de fevereiro, o primeiro-ministro Benjamin Netanyahu declarou, durante reunião de gabinete sobre a reforma, querer "conceder poder àqueles que enfrentam os manifestantes". Os organizadores dos protestos consideraram o posicionamento de Netanyahu como "descontrolado". Em 25 de fevereiro, o parlamentar Vladimir Beliak, em ato público, afirmou: "Nós também temos força. Nossa força é maior e garantirá um Israel judeu, democrático e liberal".

### Contexto internacional
A presidente do Parlamento Europeu, Roberta Metsola, expressou preocupação quanto à reforma durante visita do  presidente de Israel Isaac Herzog, no Dia da Memória do Holocausto.
O secretário de Estado dos Estados Unidos, Antony Blinken, reuniu-se com representantes dos manifestantes e enfatizou a Netanyahu que as relações entre os países dependem do respeito às instituições democráticas. Em 18 de fevereiro de 2023, Tom Nides, embaixador americano em Israel, aconselhou Netanyahu a adotar cautela. Em resposta, Netanyahu acusou líderes da oposição de provocar desordem.  Em 19 de fevereiro, o ministro israelense para Assuntos da Diáspora, Amichai Chikli [en], respondeu ao embaixador americano sugerindo que "cuidasse dos próprios assuntos". Em 28 de fevereiro, Nides reiterou que muitos israelenses esperam uma postura americana ativa em defesa da democracia no país.
O presidente da França, Emmanuel Macron, advertiu Netanyahu durante encontro bilateral, declarando que, caso a reforma seja aprovada, "a França passaria a considerar Israel desconectado do conceito de democracia".
Em 20 de fevereiro de 2023, Lech Wałęsa, ex-presidente da Polônia e Prêmio Nobel da Paz, declarou ao jornal Haaretz: "Lutem! Não permitam que destruam a democracia!".
Nos dias 22 e 23 de fevereiro de 2023, duas delegações do Senado dos EUA — republicanos e democratas — visitaram Israel para dialogar com integrantes do sistema judicial. O Parlamento Europeu anunciou debate especial sobre a reforma israelense, tendo a vice-presidente [en] Nicola Beer [en] se manifestado a respeito de temas como cláusula de anulação, critérios de razoabilidade e mudanças na composição do comitê de seleção de juízes.
Em 28 de fevereiro de 2023, a ministra das Relações Exteriores da Alemanha, Annalena Baerbock, declarou ao colega israelense Eli Cohen [en], em Berlim, que o governo alemão está "profundamente preocupado" com iniciativas que possam enfraquecer o sistema judiciário em Israel.

## Críticas
Baruch Kra [he], formado pela Faculdade de Direito da Universidade Bar-Ilan, criticou Levin e Rothman por afirmarem que Aharon Barak teria iniciado uma "revolução constitucional" e alegarem que, em 1992, os membros do Knesset não tinham ciência de que confeririam ao Supremo Tribunal autoridade para invalidar leis. Haim Ramon [en] endossa essa narrativa ao dizer que era membro do Knesset à época e que, em toda a tramitação da Lei Básica: Dignidade Humana e Liberdade, não foi dito que tal lei serviria de base para o Supremo Tribunal revogar outras leis. Assim, segundo Levin, Rothman e Ramon, teria sido Barak – e não o Knesset – o responsável por criar essa chamada revolução constitucional.
Kra refutou essa alegação após revisar as atas do Comitê de Constituição, Lei e Justiça do Knesset de 1992. Destaca que Ramon não participou das deliberações do comitê, tendo se manifestado apenas no plenário. O presidente do comitê à época, Uriel Lynn [en], relatou em seu livro "O Nascimento de uma Revolução", sobre a promulgação das duas Leis Básicas — Dignidade Humana e Liberdade [es], e Liberdade de Ocupação [es] — que não houve reunião do Comitê sem deixar claro que os tribunais receberiam poder de revisão judicial, a fim de proteger os direitos fundamentais do indivíduo, ou seja: autorização para anular leis que ferissem tais direitos. Dan Meridor, então Ministro da Justiça, participou das discussões, ao contrário de Haim Ramon. Também estiveram presentes o MK Yitzhak Levy [es] (Partido Nacional Religioso), MK Yosef Azran [en] (Shas) e MK Avraham Ravitz [en] (Degel HaTorah), que temiam que a nova lei pudesse suprimir normas religiosas sobre casamentos e divórcios em Israel, temas regulados pela lei religiosa mesmo após a aprovação das leis básicas.
O Knesset atendeu as preocupações dos parlamentares religiosos ao inserir, nas Leis Básicas, uma salvaguarda prévia: nenhuma dessas leis revogaria normas e decisões já vigentes antes da respectiva promulgação. Também Moshe Shahal [en], deputado do Partido Trabalhista (partido de Ramon), participou do comitê e tinha plena consciência de que o intuito da lei era permitir revisão judicial da legislação futura do Knesset.
Kra conclui que, caso a legislação de 2023 não seja interrompida, a lei básica que consolidou Israel como uma democracia será completamente aniquilada por Rothman e Levin.
A Associação de Direitos Civis em Israel [en] (ACRI) escreveu que um dos principais elementos do plano proposto é proibir o Supremo Tribunal de Justiça de invalidar leis básicas, incluindo uma nova seção na Lei Básica: Judiciário [he]. A seção proposta impede que o Supremo Tribunal, em sua sessão como Tribunal Superior, discuta ou declare inválida uma Lei Básica.
O texto sugerido da seção 15A (“Disposições sobre Leis Básicas não judiciais”) determina:

"15A. Aqueles que detenham autoridade judicial, incluindo o Supremo Tribunal na qualidade de Alta Corte de Justiça, não devem, direta ou indiretamente, questionar a validade de uma Lei Básica, e qualquer decisão acerca desse tema será considerada inválida." — Knesset, Reshumot [en], Caderno 947, página 33.
A ACRI alerta que a emenda permitiria ao governo alterar Leis Básicas conforme desejasse, sem qualquer possibilidade de revisão judicial, mesmo que essas alterações tivessem profunda repercussão para a democracia e os direitos humanos em Israel. Portanto, seria possível institucionalizar mudanças fundamentais no regime ou legitimar violações de direitos humanos via Leis Básicas. Um exemplo é a Lei Básica: Israel – o Estado-Nação do Povo Judeu [en], promulgada sob Netanyahu, que tornou legal a discriminação de árabes em moradias. O Supremo Tribunal não invalidou a cláusula, mas a interpretou de modo a impedir seu efeito discriminatório — algo que a proposta de Levin impediria. Outro exemplo é o projeto de Lei Básica sobre imigração, atualmente em tramitação. Caso aprovado, o Supremo Tribunal não teria autoridade para revisar a lei ou proteger os direitos humanos dos requerentes de asilo e comunidades migrantes.